# Cincu
Cincu (deutsch Groß-Schenk oder Großschenk, siebenbürgisch-sächsisch Gruissschoingk, ungarisch Nagysink) ist eine Gemeinde im Kreis Brașov in der Region Siebenbürgen in Rumänien.

## Geographische Lage

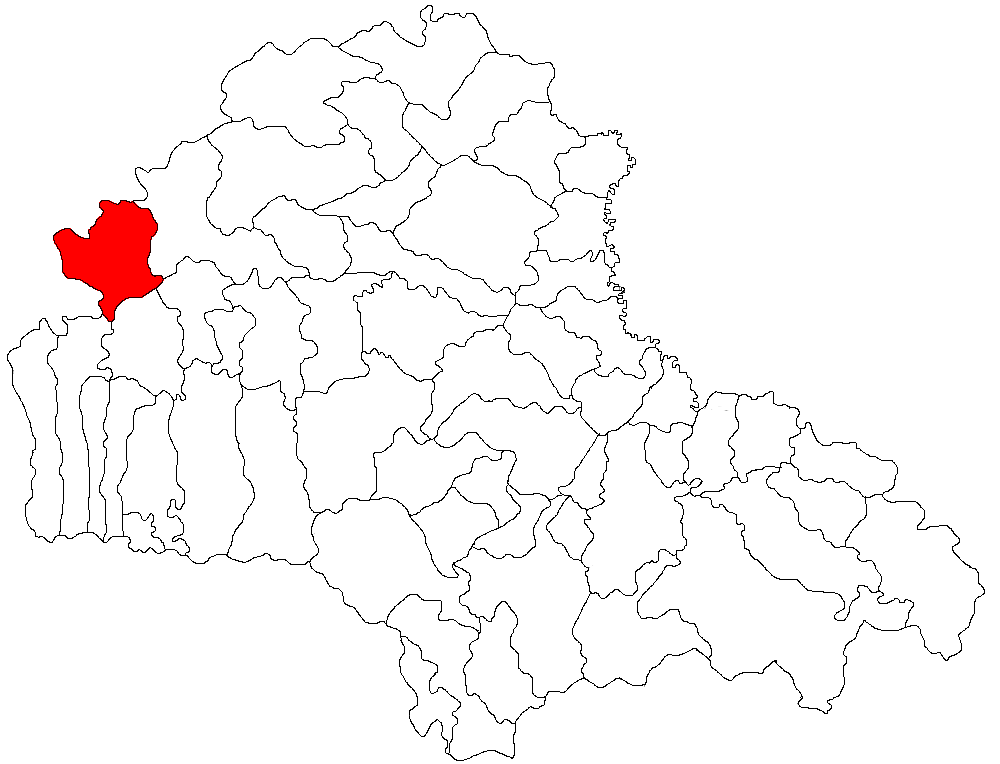
Lage der Gemeinde Cincu im Kreis Brașov

Cincu liegt im Harbach-Hochland (Podișul Hârtibaciului), am nördlichen Rand des Alttales im südlichen Siebenbürgischen Becken, zwischen den Flüssen Hârtibaciu (Harbach) und Olt (Alt) fast in der geographischen Mitte Rumäniens. Die beiden nächstgelegenen Städte Agnita (Agnetheln, im Nordwesten) und Făgăraș (Fogarasch, im Südosten) befinden sich jeweils etwa 15 Kilometer entfernt.
Cincu liegt an der Kreisstraße 105, die von Voila nach Agnita führt. Im Ort zweigen Straßen westwärts nach Toarcla und nach Osten in Richtung Rodbav ab. Der nächste Bahnhof liegt etwa zehn Kilometer südlich des Ortes in Voila an der Bahnstrecke Brașov–Sibiu.

## Geschichte

Wappen des Schenker Stuhls

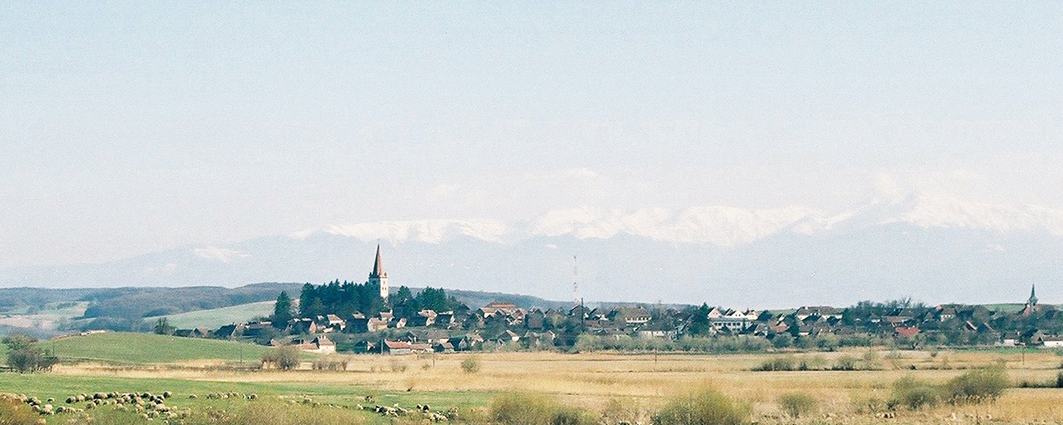
Panoramabild des Ortes, von Norden betrachtet.

Groß-Schenk wurde im Jahr 1329 erstmals urkundlich erwähnt, vermutlich jedoch bereits um 1150 gegründet. Es lag auf Königsboden und war ein Dorf der Siebenbürger Sachsen. Der Ort war vom 13. bis in die zweite Hälfte des 19. Jahrhunderts Sitz des Schenker Stuhls und hatte daher eine gewisse Bedeutung in der Selbstverwaltung der Siebenbürger Sachsen.
Es wird angenommen, dass die ersten Siedler Angehörige verschiedener deutscher Volksgruppen waren. Etymologisch könnte der Name von „Schenke“ (Gasthaus) abgeleitet werden. Die ersten Ansiedler bauten eine Fluchtburg südlich der jetzigen Gemeinde. Innerhalb des heutigen Dorfes wurde die Kirchenburg noch im 12. Jahrhundert auf einer Anhöhe errichtet, um die sich die Höfe anreihten. Die Kirche wurde von zwei Ringmauern umgeben und sieben Türme und Basteien wurden erbaut. Die Großschenker Kirche ist das Wahrzeichen des Ortes und gilt als eine der mächtigsten romanischen Pfarrkirchen Siebenbürgens.
Schenk war seit dem 12. Jahrhundert einer der Siebenbürgischen Stühle und Sitz des Königsrichters und des Stuhlrichters, der vom Volk gewählt wurde. Die Königsrichter kamen nicht nur aus Schenk, sondern auch aus den dazugehörigen Ortschaften. Im 19. Jahrhundert – unter der zentralistischen Verwaltung des habsburgischen Reiches – verloren die Stühle an Bedeutung.
Um sich gegenseitig zu unterstützen, wurde der Ort in Nachbarschaften organisiert. Jede Straße hatte ihre Nachbarschaft, dem der Nachbarschaftsvater vorstand. In der Nachbarschaft unterstützen sich die Nachbarn gegenseitig u. a. beim Holzholen, Brunnenausheben, Dachdecken und bei der Organisation von Beerdigungen.

### Gemeindechronik
- 1329 Erste urkundliche Erwähnung des Schenker Stuhls.
- 1339 Erstmalige Nennung Großschenks nach der Gründung des Ortes Kleinschenk (Cincșor) auf der Schenker Gemarkung.
- 1486 Großschenk erhält das Recht, einen Jahrmarkt zu halten.
- 1497 Königlich-ungarische Truppen verwüsten den Schenker Stuhl.
- 1523 Der Ort wird niedergebrannt.
- 1600 Fliehende Truppen Michaels des Tapferen verwüsten mit Mord und Brandschatzung den Schenker Stuhl.
- 1660 Im Schenker Stuhl wütet die Pest.
- 1720 Gründung der Schenker Stuhlslateinschule.
- 1708 Während der Kurutzenunruhen werden Großschenk und die Kirchenburg geplündert.
- 1773 Am 31. Mai hält sich Kaiser Joseph II. in Großschenk auf.
- 1890 Eine Auswanderungswelle nach Amerika setzt ein.
- 1899 Ein örtlicher Jugendbund wird gegründet.
- 1914 Ein Waisenhaus für den Kirchenbezirk Großschenk wird gegründet.
- 1916 Einfall der Rumänischen Armee. Diese erleidet in der „Großen Schlacht“ auf dem Schmielenfeld nördlich des Ortes, heute Poligon genannt, eine vernichtende Niederlage.
- 1945 Am 13. Januar, der auch als „Schwarzer Tag“ bezeichnet wird, werden 103 Männer und Frauen der Siebenbürger Sachsen in sowjetische Arbeitslager verschleppt.
- 1962 Unter der kommunistischen Herrschaft werden alle Bauern gezwungen, der Kollektivwirtschaft beizutreten.
- 1990 Exodus der siebenbürgisch-sächsischen Bevölkerung durch Ausreise in die Bundesrepublik Deutschland.

### Orte, die zum Schenker Stuhl gehörten
Zum Schenker Stuhl gehörten im 14. Jahrhundert folgende Orte:
- Großschenk
- Agnetheln (Agnita)
- Bekokten (Bărcuț)
- Braller (Bruiu)
- Buchholz (Boholț)
- Gürteln (Gherdeal)
- Hundertbücheln (Movile)
- Jakobsdorf (Iacobeni)
- Kaltbrunnen (Calbor)
- Kleinschenk (Cincșor)
- Martinsberg (Șomartin)
- Mergeln (Merghindeal)
- Neustadt (Noiștat)
- Probstdorf (Stejărișu)
- Rohrbach (Rodbav)
- Roseln (Ruja)
- Scharosch (Șoarș)
- Schönberg (Dealu Frumos)
- Seligstadt (Seliștat)
- Tarteln (Toarcla)
- Werd (Vărd)
- Zied (Veseud)

### Brauchtum
- Urzellaufen ist ein Großschenker Faschingsbrauch, der sich auf die Zunfttage zurückführen lässt. Am Sonntag vor Aschermittwoch findet ein Urzellauf statt. Hierbei werden auf einem Wagen von etwa sechs verkleideten Burschen, genannt Narrenrichter, in Reimen lustige Begebenheiten des Ortes vorgetragen. Diesem Wagen folgen die „Urzeln“, die von der sächsischen Bevölkerung in den verschiedenen Straßen mit Krapfen (Hefegebäck), Wein und Schnaps bewirtet werden. Die Urzeln tragen ein weißes Gewand mit aufgenähten schwarzen Zotteln und dazu eine Maske, eine Peitsche und eine Quetsche. Am Abend findet dann der traditionelle Faschingsball statt.
- Ostern: Die Jungen und Männer des Ortes ziehen in kleinen Gruppen durch den Ort zu gleichaltrigen Mädchen und Frauen und bespritzen diese mit Duftwasser.
- Maibaumaufstellen: Ein Brauchtum zu Pfingsten, bei dem für die Mädchen Maibäume (Birken) aufgestellt werden. Am Samstag holen die Burschen Birken aus dem Wald. Diese werden am Sonntag den Mädchen vor dem Haus aufgestellt. Die Mädchen verpflegen die Jungen mit Gebäck und Getränken.
- Majalis: Am dritten Sonntag nach Pfingsten findet ein Waldfest für die ganze Gemeinde statt.
- Weihnachten: Heiligabend wird in der Kirche gefeiert mit Gottesdienst, Gesang und Gedichten.

### Sprache
Die Schenker Siedler waren Bauern und Handwerker vermutlich aus dem Rheinland, aus Flandern und aus Luxemburg. In der neuen Heimat verschmolzen sie zu einer neuen Volksgruppe, wobei sich die rheinisch-luxemburgische Mundart durchsetzte. Eine Besonderheit der Großschenker Mundart ist, dass Männer, Frauen und „Herren“ (Beamte, Kaufleute und Lehrer) verschieden sprechen bzw. betonen.
Beispiele:
| Deutsch | Männer  | Frauen  | „Herren“ |
| ------- | ------- | ------- | -------- |
| Haar    | Hiur    | Hur     | Hohr     |
| Abend   | Iuwend  | Uwend   | Owend    |
| Milch   | Mealsch | Maltsch | Mältsch  |
| gehen   | giun    | gun     | gohn     |

## Bevölkerung
Bereits im 19. Jahrhundert lebte in Groß-Schenk eine starke rumänische Minderheit. Bis zum Ende des Ersten Weltkrieges waren die meisten Bewohner jedoch Deutsche. Seit der Volkszählung 1930 sind die Rumänen in der Mehrheit. Insbesondere nach der Revolution von 1989 wanderten die meisten Deutschen aus. Vor allem deshalb ist seit dem Zweiten Weltkrieg die Einwohnerzahl sowohl der Gesamtgemeinde als auch des Dorfes Cincu stark – d. h. um etwa ein Drittel – zurückgegangen.
In der Gesamtgemeinde Cincu bezeichneten sich im Jahr 2002 von damals 1836 Einwohnern 1399 als Rumänen, 280 als Roma, 78 als Deutsche, 71 als Ungarn, 5 als Russen bzw. Lipowaner, einer als Jude und einer als Italiener. Ein weiterer Bewohner gab eine andere, nicht näher bezeichnete Nationalität an. Im Dorf Cincu selbst lebten 2002 insgesamt 1494 Menschen, davon 1110 Rumänen, 255 Roma, 58 Deutsche, 69 Ungarn, 1 Jude und 1 Angehöriger einer anderen Nationalität. 2011 wurden auf dem Gebiet der Gemeinde 1587 Menschen registriert, von denen waren 1256 Rumänen, 172 Roma, 54 Magyaren, 53 Rumäniendeutsche und restliche machten keine Angaben zu deren Ethnie.

## Wirtschaft und Soziales
Die ersten Siedler, die hauptsächlich Bauern und Handwerker waren, brachten die Dreifelderwirtschaft von Rhein und Mosel mit. Jeder Bauer bewirtschaftete in jedem der drei Felder mehrere Parzellen. Diese blieben Gemeindeeigentum.
Nur der Hof und der Garten waren persönliches Eigentum. Zu den wichtigsten Kulturpflanzen zählten Weizen, Roggen, Gerste, Hirse, Erbsen, Flachs und Hanf. Mais, auch Kukuruz oder „Türkisches Korn“ genannt, wurde erst 1611 aus der Türkei nach Siebenbürgen eingeführt. Kartoffeln erschienen erst im 19. Jahrhundert. Aufgrund der Zersplitterung des Grundbesitzes wurde im 19. Jahrhundert eine Kommasation durchgeführt. In den 1950er Jahren fand eine Zwangskollektivierung statt, bei der die große Mehrheit der Bauern enteignet wurde. Wichtige Gewerbetreibende in Großschenk waren anfangs die Zimmermänner und Kürschner, später auch die Sattler, Kessler, Tischler, Schneider, Maurer und Wagner. Alle diese Gewerbetreibenden waren in Zünften organisiert, die in starker Konkurrenz zu den Zünften in Agnetheln standen. Nach dem Zweiten Weltkrieg mussten sich die Tischler von Großschenk zu einer Genossenschaft zusammenschließen. Heute stellt das Nachfolgeunternehmen immer noch das größte Unternehmen des Ortes dar.

## Sehenswürdigkeiten
- Großschenker Kirchenburg und Pfarrhaus
- Lateinische Schule[5]
- Heldenfriedhof am Hohen Rein
- Heldengedenkstein

## Besonderheiten
Cincu ist neben Iacobeni (Jakobsdorf) einer der Standorte des umstrittenen Kinderhilfsvereins „Casa Don Bosco“ von Pater Don Demidoff.
Seit 2006 ist der nördlich des Dorfes gelegene Truppenübungsplatz einer von vier Stützpunkten der US-Armee in Rumänien.

## Persönlichkeiten

### Söhne und Töchter des Ortes
- Johann Wolff (1865–1943), Gymnasialdirektor und Stadtpfarrer in Schäßburg[7]
- Pauline Schullerus (1858–1929), Volkskundlerin
- Valeriu Braniște (1869–1928), rumänischer Politiker und Journalist
- Margarete Welther (1911–1999), Mundartautorin[8]
- Walter Ziegler (* 1938), Radsportler, Teilnehmer der Friedensfahrt in den 1960er Jahren[9]

### Persönlichkeiten, die vor Ort gewirkt haben
- Fritz Schullerus (1866–1898), Maler, geboren in Făgăraș, hier in Groß-Schenk gestorben.[10]
- Erhard Antoni (1898–1985), Volkskundler und Autor[11]